# Radu Alexandru Dimitrescu
Radu Alexandru Dimitrescu (n. 27 noiembrie 1926, Ploiești – d. 1 iulie 2013, București) a fost un geolog român, membru titular al Academiei Române.